# Heimatmuseum Görwihl
Das Heimatmuseum Görwihl ist ein Heimatmuseum in Görwihl im Landkreis Waldshut. Gezeigt werden Einrichtungen, Werkzeuge, Möbel und Trachten der Bewohner auf dem Wald.
Nach Beratungen und Vorgesprächen wurde am 26. April 1975 der Förderverein Hotzenhaus Görwihl mit der Absicht ein baufälliges Hotzenhaus als Museum einzurichten, gegründet. Als Hauptgründer sind zu nennen Alfred Frei, Paul Eisenbeis, Günther Romaker und Bruno Feige. Das dazu projektierte Hotzenhaus wurde jedoch 1979/80 in einem Freilichtmuseum wiederverwendet, dem heutigen Freilichtmuseum Klausenhof, so dass man mit einem ersten Ausstellungsraum in einem ehemaligen Kaufladen in Görwihl vorliebnehmen musste. Nachdem auch dieses Haus abgebrochen wurde, konnte im Rahmen der Dorferneuerung 1986 das Gebäude der ehemaligen Gewerbeschule am Marktplatz bezogen werden. Gustav Oberholzer vom Deutschen Museum München half bei der Rekonstruktion einer Salpetersiederei.
Die weiteren Stockwerke konnten mit einem historischen Klassenzimmer einer Dorfschule, einem nachgebauten und in Funktion stehendem Handwebstuhl sowie einem Posamentwebstuhl aus Rünenberg, wie er einst in der Hausweberei auf dem Hotzenwald und in der Schweiz verwendet wurde, ausgestattet werden. Des Weiteren sind Vitrinen mit Figuren, staffiert mit der Hotzenwälder Tracht und Modelle zur Eisenverhüttung in den Eisenwerken im Albtal und dem Eisenwerk Hausen in Hausen im Wiesental ausgestellt. Nach umfangreichen Umbauarbeiten wurde das Museum am 20. Mai 2001 wiedereröffnet. Das Museum wird ehrenamtlich geleitet und ist im Winterhalbjahr geschlossen.